# جيك نيوتن
جيك نيوتن (بالإنجليزية: Jake Newton)‏ هو لاعب هوكي الجليد أمريكي، ولد في 22 سبتمبر 1988 في سان جاسينتو في الولايات المتحدة.

## وصلات خارجية
- جيك نيوتن على موقع دوري الهوكي الوطني (الإنجليزية)
- جيك نيوتن على موقع EliteProspects.com (الإنجليزية)
- جيك نيوتن على موقع Eurohockey.com (الإنجليزية)
- جيك نيوتن على موقع HockeyDB.com (الإنجليزية)